# Paranoid Android
Paranoid Android (Параноични андроид) је песма британског алтернативног рок бенда Radiohead са њиховог трећег студијског албума OK Computer, издатог 1997. године. Текст ове песме је написао Том Јорк. Песма је прожета црним хумором и прати непријатно искуство из бара у Лос Анђелесу. Са дужином од преко 6 минута и састављена из четири одвојена дела, песма је настала под значајним утицајем The Beatles' "Happiness Is a Warm Gun" као и Queen's "Bohemian Rhapsody". Назив "Paranoid Android" настаје инспирисан Марвином, параноичним роботом тј. Андридом из Аутостоперског водича кроз галаксију, Дагласа Адамса.
"Paranoid Android" је био водећи сингл са албума OK Computer и брзо је заузео треће место на британској листи синглова. Песма је добила добре критике. Редовно се појављује на листи најбољих песама свих времена, укључујуци и Rolling Stone листу од 500 најболјих хитова свих времена. Анимирани спот, режиран од стране Магнуса Карлсона цесто се емитовао на Мтв иако су делови који садрзе експлицитну голотињу цензурисани у Америци.
2008. године песма је сврстана у збирку Radiohead: The Best Of.